# Генрі Френсіс Кері
Генрі Френсіс Кері (англ. Henry Francis Cary; 6 грудня 1772, Гібралтар — 14 серпня 1844) — англійський письменник.
Його переклад «Божественної Комедії», зроблений білим віршем, вважається одним з найкращих, протягом тривалого часу він вважався зразковим. Він написав ряд критико-біографічних дописів про давньофранцузьких і англійських поетів, надрукованих анонімно в «London Magazine».

## Життєпис
Освіту здобув в Оксфордському університеті. В 1796 році Кері прийняв англіканське рукоположення і пізніше був помічником бібліотекаря в Британському музеї. Він опублікував біографії англійських і французьких поетів і переклад стародавніх грецьких письменників Аристофана і Піндара. Переклад «Пекла» вийшов в 1805-06, вся робота, під назвою «Одкровення» (англ. The Vision), або «Пекло, Чистилище і Рай» — в 1814 році.